# Partula hyalina
Partula hyalina је пуж из реда Stylommatophora и фамилије Partulidae. 

## Угроженост
Ова врста се сматра рањивом у погледу угрожености врсте од изумирања.

## Распрострањење
Француска Полинезија је једино познато природно станиште врсте.

## Популациони тренд
Популација ове врсте се смањује, судећи по расположивим подацима.

## Станиште
Врста Partula hyalina има станиште на копну.